# Kreisgericht Thorn
Das Kreisgericht Thorn war ein preußisches Kreisgericht in der damaligen Provinz Preußen mit Sitz in der Stadt Thorn.

## Geschichte
In Thorn bestand bis 1849 das Land- und Stadtgericht Thorn. 1849 wurden in Preußen einheitlich Kreisgerichte geschaffen. Hierbei wurde die Patrimonialgerichtsbarkeit abgeschafft und die Patrimonialgerichte wurden aufgehoben. Es entstand das Königliche Kreisgericht Thorn im Sprengel des Appellationsgerichts Marienwerder. Es war für den Kreis Thorn zuständig.
Das Kreisgericht Thorn war Schwurgericht für die Kreisgerichte Thorn und Strasburg. Am Gericht waren 1870 ein Direktor und acht Kreisrichter eingesetzt. 1870 betrug die Zahl der Gerichtseingesessenen 64.864. Gerichtstage wurden in Culmsee und Schönsee gehalten.
Im Rahmen der Reichsjustizgesetze wurde das Gerichtswesen in Deutschland 1879 vereinheitlicht. Damit wurde das Kreisgericht Thorn aufgehoben und das königlich preußische Amtsgericht Thorn mit Wirkung zum 1. Oktober 1879 als eines von neun Amtsgerichten im Bezirk des Landgerichtes Thorn als Nachfolger gebildet.

## Richter
- Paul Adolph